# Jonathan Mensah
Jonathan Mensah (Accra, 13 luglio 1990) è un calciatore ghanese, difensore svincolato.

## Carriera

### Club
È approdato al Free State Stars delle giovanili dell'Ashanti Gold Sporting Club di Obuasi. Nel gennaio 2010, Mensah viene acquistato dall'Udinese, che gira il giocatore in prestito alla società satellite del Granada.
L'8 luglio 2011 firma un contratto di quattro anni con i francesi dell'Evian TG.

### Nazionale
Con la nazionale Under-20 ghanese ha vinto il campionato mondiale di calcio Under-20 2009. È stato convocato da Milovan Rajevac, CT del Ghana, per il Mondiale di Sudafrica 2010.

## Statistiche

### Cronologia presenze e reti in nazionale
| Cronologia completa delle presenze e delle reti in nazionale ― Ghana | Cronologia completa delle presenze e delle reti in nazionale ― Ghana | Cronologia completa delle presenze e delle reti in nazionale ― Ghana | Cronologia completa delle presenze e delle reti in nazionale ― Ghana | Cronologia completa delle presenze e delle reti in nazionale ― Ghana | Cronologia completa delle presenze e delle reti in nazionale ― Ghana | Cronologia completa delle presenze e delle reti in nazionale ― Ghana | Cronologia completa delle presenze e delle reti in nazionale ― Ghana |
| Data                                                                 | Città                                                                | In casa                                                              | Risultato                                                            | Ospiti                                                               | Competizione                                                         | Reti                                                                 | Note                                                                 |
| -------------------------------------------------------------------- | -------------------------------------------------------------------- | -------------------------------------------------------------------- | -------------------------------------------------------------------- | -------------------------------------------------------------------- | -------------------------------------------------------------------- | -------------------------------------------------------------------- | -------------------------------------------------------------------- |
| 31-5-2009                                                            | Tamale                                                               | Ghana                                                                | 2 – 1                                                                | Uganda                                                               | Amichevole                                                           | -                                                                    |                                                                      |
| 5-1-2010                                                             | Manzini                                                              | Ghana                                                                | 1 – 1                                                                | Malawi                                                               | Amichevole                                                           | -                                                                    | 46’                                                                  |
| 4-3-2010                                                             | Sarajevo                                                             | Bosnia ed Erzegovina                                                 | 2 – 1                                                                | Ghana                                                                | Amichevole                                                           | -                                                                    | 65’                                                                  |
| 5-6-2010                                                             | Milton Keynes                                                        | Ghana                                                                | 1 – 0                                                                | Lettonia                                                             | Amichevole                                                           | -                                                                    | 69’                                                                  |
| 19-6-2010                                                            | Rustenburg                                                           | Ghana                                                                | 1 – 1                                                                | Australia                                                            | Mondiali 2010 - 1º turno                                             | -                                                                    | 59’                                                                  |
| 19-6-2010                                                            | Rustenburg                                                           | Ghana                                                                | 1 – 1                                                                | Australia                                                            | Mondiali 2010 - 1º turno                                             | -                                                                    |                                                                      |
| 26-6-2010                                                            | Rustenburg                                                           | Stati Uniti                                                          | 1 – 2 dts                                                            | Ghana                                                                | Mondiali 2010 - Ottavi di finale                                     | -                                                                    | 61’                                                                  |
| 11-8-2010                                                            | Città del Capo                                                       | Sudafrica                                                            | 1 – 0                                                                | Ghana                                                                | Amichevole                                                           | -                                                                    |                                                                      |
| 11-10-2010                                                           | Accra                                                                | Ghana                                                                | 0 – 0                                                                | Sudan                                                                | Qual. Coppa d'Africa 2012                                            | -                                                                    |                                                                      |
| 17-11-2010                                                           | Dubai                                                                | Arabia Saudita                                                       | 0 – 0                                                                | Ghana                                                                | Amichevole                                                           | -                                                                    |                                                                      |
| 8-2-2011                                                             | Kumasi                                                               | Ghana                                                                | 4 – 1                                                                | Togo                                                                 | Amichevole                                                           | 1                                                                    | 46’                                                                  |
| 27-3-2011                                                            | Brazzaville                                                          | Rep. del Congo                                                       | 0 – 3                                                                | Ghana                                                                | Amichevole                                                           | -                                                                    | 65’                                                                  |
| 29-3-2011                                                            | Londra                                                               | Inghilterra                                                          | 1 – 1                                                                | Ghana                                                                | Amichevole                                                           | -                                                                    | 46’                                                                  |
| 7-6-2011                                                             | Seul                                                                 | Corea del Sud                                                        | 2 – 1                                                                | Ghana                                                                | Amichevole                                                           | -                                                                    |                                                                      |
| 2-9-2011                                                             | Accra                                                                | Ghana                                                                | 2 – 0                                                                | eSwatini                                                             | Qual. Coppa d'Africa 2012                                            | -                                                                    |                                                                      |
| 5-9-2011                                                             | Londra                                                               | Brasile                                                              | 1 – 0                                                                | Ghana                                                                | Amichevole                                                           | -                                                                    | 39’                                                                  |
| 24-1-2012                                                            | Franceville                                                          | Ghana                                                                | 1 – 0                                                                | Botswana                                                             | Coppa d'Africa 2012 - 1º turno                                       | -                                                                    | 73’                                                                  |
| 28-1-2012                                                            | Franceville                                                          | Ghana                                                                | 2 – 0                                                                | Mali                                                                 | Coppa d'Africa 2012 - 1º turno                                       | -                                                                    | 37’                                                                  |
| 11-2-2012                                                            | Malabo                                                               | Ghana                                                                | 0 – 2                                                                | Mali                                                                 | Coppa d'Africa 2012 - Finale 3º posto                                | -                                                                    |                                                                      |
| 29-2-2012                                                            | Chester                                                              | Cile                                                                 | 1 – 1                                                                | Ghana                                                                | Amichevole                                                           | -                                                                    | 33’                                                                  |
| 13-2-2013                                                            | Kumasi                                                               | Ghana                                                                | 4 – 2                                                                | Tunisia                                                              | Amichevole                                                           | -                                                                    |                                                                      |
| 9-2-2013                                                             | Port Elizabeth                                                       | Mali                                                                 | 3 – 1                                                                | Ghana                                                                | Coppa d'Africa 2013 - Finale 3º posto                                | -                                                                    | 46’                                                                  |
| 7-6-2013                                                             | Khartum                                                              | Sudan                                                                | 1 – 3                                                                | Ghana                                                                | Qual. Mondiali 2014                                                  | -                                                                    |                                                                      |
| 16-6-2013                                                            | Maseru                                                               | Lesotho                                                              | 0 – 2                                                                | Ghana                                                                | Qual. Mondiali 2014                                                  | -                                                                    |                                                                      |
| 14-8-2013                                                            | Istanbul                                                             | Turchia                                                              | 2 – 2                                                                | Ghana                                                                | Amichevole                                                           | -                                                                    | 42’ 60’                                                              |
| 6-9-2013                                                             | Kumasi                                                               | Ghana                                                                | 2 – 1                                                                | Zambia                                                               | Qual. Mondiali 2014                                                  | -                                                                    |                                                                      |
| 10-9-2013                                                            | Kumasi                                                               | Giappone                                                             | 3 – 1                                                                | Ghana                                                                | Amichevole                                                           | -                                                                    | 46’                                                                  |
| 31-5-2014                                                            | Rotterdam                                                            | Paesi Bassi                                                          | 1 – 0                                                                | Ghana                                                                | Amichevole                                                           | -                                                                    | 90+4’                                                                |
| 9-6-2014                                                             | Miami Gardens                                                        | Ghana                                                                | 4 – 0                                                                | Corea del Sud                                                        | Amichevole                                                           | -                                                                    |                                                                      |
| 16-6-2014                                                            | Natal                                                                | Ghana                                                                | 1 – 2                                                                | Stati Uniti                                                          | Mondiali 2014 - 1º turno                                             | -                                                                    |                                                                      |
| 21-6-2014                                                            | Fortaleza                                                            | Germania                                                             | 2 – 2                                                                | Ghana                                                                | Mondiali 2014 - 1º turno                                             | -                                                                    |                                                                      |
| 26-6-2014                                                            | Brasilia                                                             | Portogallo                                                           | 2 – 1                                                                | Ghana                                                                | Mondiali 2014 - 1º turno                                             | -                                                                    |                                                                      |
| 6-9-2014                                                             | Kumasi                                                               | Ghana                                                                | 1 – 1                                                                | Uganda                                                               | Qual. Coppa d'Africa 2015                                            | -                                                                    |                                                                      |
| 10-9-2014                                                            | Lomé                                                                 | Togo                                                                 | 2 – 3                                                                | Ghana                                                                | Qual. Coppa d'Africa 2015                                            | -                                                                    |                                                                      |
| 11-10-2014                                                           | Casablanca                                                           | Guinea                                                               | 1 – 1                                                                | Ghana                                                                | Qual. Coppa d'Africa 2015                                            | -                                                                    |                                                                      |
| 15-10-2014                                                           | Tamale                                                               | Ghana                                                                | 3 – 1                                                                | Guinea                                                               | Qual. Coppa d'Africa 2015                                            | -                                                                    |                                                                      |
| 15-11-2014                                                           | Kampala                                                              | Uganda                                                               | 1 – 0                                                                | Ghana                                                                | Qual. Coppa d'Africa 2015                                            | -                                                                    |                                                                      |
| 19-11-2014                                                           | Tamale                                                               | Ghana                                                                | 3 – 1                                                                | Togo                                                                 | Qual. Coppa d'Africa 2015                                            | -                                                                    |                                                                      |
| 19-1-2015                                                            | Mongomo                                                              | Ghana                                                                | 1 – 2                                                                | Senegal                                                              | Coppa d'Africa 2015 - 1º turno                                       | -                                                                    |                                                                      |
| 23-1-2015                                                            | Mongomo                                                              | Ghana                                                                | 1 – 0                                                                | Algeria                                                              | Coppa d'Africa 2015 - 1º turno                                       | -                                                                    |                                                                      |
| 27-1-2015                                                            | Mongomo                                                              | Sudafrica                                                            | 1 – 2                                                                | Ghana                                                                | Coppa d'Africa 2015 - 1º turno                                       | -                                                                    | 36’                                                                  |
| 1-2-2015                                                             | Malabo                                                               | Ghana                                                                | 3 – 0                                                                | Guinea                                                               | Coppa d'Africa 2015 - Quarti di finale                               | -                                                                    |                                                                      |
| 5-2-2015                                                             | Malabo                                                               | Ghana                                                                | 3 – 0                                                                | Guinea Equatoriale                                                   | Coppa d'Africa 2015 - Semifinale                                     | -                                                                    |                                                                      |
| 8-2-2015                                                             | Bata                                                                 | Costa d'Avorio                                                       | 0 – 0 (9 - 8 dtr)                                                    | Ghana                                                                | Coppa d'Africa 2015 - Finale                                         | -                                                                    |                                                                      |
| 28-3-2015                                                            | Le Havre                                                             | Ghana                                                                | 1 – 2                                                                | Senegal                                                              | Amichevole                                                           | -                                                                    | 35’                                                                  |
| 8-6-2015                                                             | Accra                                                                | Ghana                                                                | 1 – 0                                                                | Togo                                                                 | Amichevole                                                           | -                                                                    | 65’                                                                  |
| 14-6-2015                                                            | Kumasi                                                               | Ghana                                                                | 7 – 1                                                                | Mauritius                                                            | Qual. Coppa d'Africa 2017                                            | -                                                                    |                                                                      |
| 13-11-2015                                                           | Moroni                                                               | Comore                                                               | 0 – 0                                                                | Ghana                                                                | Qual. Mondiali 2018                                                  | -                                                                    |                                                                      |
| 17-11-2015                                                           | Kumasi                                                               | Ghana                                                                | 2 – 0                                                                | Comore                                                               | Qual. Mondiali 2018                                                  | -                                                                    | 28’                                                                  |
| 24-3-2016                                                            | Accra                                                                | Ghana                                                                | 3 – 1                                                                | Mozambico                                                            | Qual. Coppa d'Africa 2017                                            | -                                                                    |                                                                      |
| 27-3-2016                                                            | Maputo                                                               | Mozambico                                                            | 0 – 0                                                                | Ghana                                                                | Qual. Coppa d'Africa 2017                                            | -                                                                    |                                                                      |
| 5-6-2016                                                             | Belle Vue Maurel                                                     | Mauritius                                                            | 0 – 2                                                                | Ghana                                                                | Qual. Coppa d'Africa 2017                                            | -                                                                    |                                                                      |
| 3-9-2016                                                             | Accra                                                                | Ghana                                                                | 1 – 1                                                                | Ruanda                                                               | Qual. Coppa d'Africa 2017                                            | -                                                                    |                                                                      |
| 6-9-2016                                                             | Mosca                                                                | Russia                                                               | 1 – 0                                                                | Ghana                                                                | Amichevole                                                           | -                                                                    |                                                                      |
| 13-11-2016                                                           | Borg El Arab                                                         | Egitto                                                               | 2 – 0                                                                | Ghana                                                                | Qual. Mondiali 2018                                                  | -                                                                    |                                                                      |
| 25-1-2017                                                            | Port-Gentil                                                          | Egitto                                                               | 1 – 0                                                                | Ghana                                                                | Coppa d'Africa 2017 - 1º turno                                       | -                                                                    |                                                                      |
| 4-2-2017                                                             | Port-Gentil                                                          | Burkina Faso                                                         | 1 – 0                                                                | Ghana                                                                | Coppa d'Africa 2017 - Finale 3º posto                                | -                                                                    |                                                                      |
| 28-6-2017                                                            | Houston                                                              | Messico                                                              | 1 – 0                                                                | Ghana                                                                | Amichevole                                                           | -                                                                    |                                                                      |
| 1-9-2017                                                             | Kumasi                                                               | Ghana                                                                | 1 – 1                                                                | Rep. del Congo                                                       | Qual. Mondiali 2018                                                  | -                                                                    |                                                                      |
| 5-9-2017                                                             | Brazzaville                                                          | Rep. del Congo                                                       | 1 – 5                                                                | Ghana                                                                | Qual. Mondiali 2018                                                  | -                                                                    |                                                                      |
| 18-11-2018                                                           | Addis Abeba                                                          | Etiopia                                                              | 0 – 2                                                                | Ghana                                                                | Qual. Coppa d'Africa 2019                                            | -                                                                    | 88’                                                                  |
| 9-6-2019                                                             | Dubai                                                                | Ghana                                                                | 0 – 1                                                                | Namibia                                                              | Amichevole                                                           | -                                                                    | 46’                                                                  |
| 15-6-2019                                                            | Dubai                                                                | Ghana                                                                | 0 – 0                                                                | Sudafrica                                                            | Amichevole                                                           | -                                                                    | 73’                                                                  |
| 25-6-2019                                                            | Ismailia                                                             | Ghana                                                                | 2 – 2                                                                | Benin                                                                | Coppa d'Africa 2019 - 1º turno                                       | -                                                                    | 59’                                                                  |
| 29-6-2019                                                            | Ismailia                                                             | Camerun                                                              | 0 – 0                                                                | Ghana                                                                | Coppa d'Africa 2019 - 1º turno                                       | -                                                                    |                                                                      |
| 6-9-2021                                                             | Soweto                                                               | Sudafrica                                                            | 1 – 0                                                                | Ghana                                                                | Qual. Mondiali 2022                                                  | -                                                                    |                                                                      |
| 9-10-2021                                                            | Cape Coast                                                           | Ghana                                                                | 3 – 1                                                                | Zimbabwe                                                             | Qual. Mondiali 2022                                                  | -                                                                    |                                                                      |
| 12-10-2021                                                           | Harare                                                               | Zimbabwe                                                             | 0 – 1                                                                | Ghana                                                                | Qual. Mondiali 2022                                                  | -                                                                    |                                                                      |
| 5-1-2022                                                             | Ar Rayyan                                                            | Algeria                                                              | 3 – 0                                                                | Ghana                                                                | Amichevole                                                           | -                                                                    | 76’                                                                  |
| 5-6-2022                                                             | Luanda                                                               | Rep. Centrafricana                                                   | 1 – 1                                                                | Ghana                                                                | Qual. Coppa d'Africa 2023                                            | -                                                                    | 63’                                                                  |
| Totale                                                               |                                                                      | Presenze                                                             | 70                                                                   |                                                                      | Reti                                                                 | 1                                                                    |                                                                      |

## Palmarès

### Club

#### Competizioni nazionali
- Campionato MLS: 1

Columbus Crew: 2020

#### Competizioni internazionali
- Campeones Cup: 1

Columbus Crew: 2021

### Nazionale
- Campionato mondiale Under-20: 1

Egitto 2009

### Individuale
- MLS Best XI: 1

2020